# Giải bóng đá Hạng Nhì Quốc gia 2011
Giải bóng đá Hạng Nhì Quốc gia năm 2011 là giải thi đấu bóng đá cấp câu lạc bộ cao thứ 3 trong hệ thống các giải bóng đá Việt Nam (sau Giải bóng đá vô địch quốc gia Việt Nam 2011 và Giải bóng đá hạng nhất quốc gia Việt Nam 2011). Mùa giải này là mùa giải thứ 15 do VFF khởi xướng và quản lý giải đấu. Giải đấu diễn ra từ ngày 5 tháng 4 đến ngày 26 tháng 5 năm 2011 với 18 đội bóng tham dự.

## Thể thức
Các đội tại mỗi bảng thi đấu theo thể thức vòng tròn hai lượt đi và về (sân nhà và sân đối phương) để tính điểm xếp hạng, chọn 4 đội vào thi đấu ở vòng chung kết gồm: 3 đội xếp thứ nhất ở mỗi bảng và 1 đội xếp thứ nhì có điểm và chỉ số cao hơn tại ba bảng. Hai đội xếp thứ sáu tại ba bảng mà có điểm, chỉ số phụ thấp hơn sẽ xuống hạng.
Tại vòng chung kết, 4 đội bắt cặp thi đấu loại trực tiếp một trận. 2 đội thắng sẽ thi đấu trận chung kết và được quyền thi đấu ở giải bóng đá hạng Nhất Quốc gia năm 2012.

## Các đội tham dự
18 đội bóng tham dự giải Hạng nhì Quốc gia 2011 gồm:
- 1 đội bóng hạng Nhất năm 2010 xuống thi đấu ở hạng Nhì: Tiền Giang
- 14 đội hạng Nhì năm 2010: Bình Thuận, Cà Mau, Công an Nhân dân, DIC Bà Rịa Vũng Tàu, Dược Sài Gòn, ĐăkLăk, Hà Tĩnh, Lâm Đồng, Megastar United, Ngói Đồng Tâm Long An, Phađin Quảng Ngãi, Trẻ SHB Đà Nẵng [3], T&T V&V, Tôn Phương Nam TP Hồ Chí Minh.
- 3 đội bóng hạng Ba năm 2010 được lên thi đấu ở hạng Nhì năm 2011: Phú Yên, Bình Phước, FC Thống Nhất 08.

18 đội bóng được chia làm ba bảng theo khu vực địa lý và đăng ký sân thi đấu của các đội, cụ thể như sau:
Bảng A: Công an Nhân dân, Đăklăk, Hà Tĩnh, Megastar United, PhaĐin Quảng Ngãi và Trẻ SHB Đà Nẵng.
Bảng B: Bình Thuận, DIC Bà Rịa Vũng Tàu, Phú Yên, T&T V&V, Xổ số kiến thiết Đà Lạt - Lâm Đồng, và một trong số ba đội bóng trên địa bàn Tp Hồ Chí Minh (Dược Sài Gòn, FC Thống Nhất 08, Tôn Phương Nam TPHCM)
Bảng C: Bình Phước, Cà Mau, Ngói Đồng Tâm Long An, Tiền Giang và hai trong số ba đội bóng trên địa bàn Tp Hồ Chí Minh (Dược Sài Gòn, FC Thống Nhất 08, Tôn Phương Nam TPHCM).

## Lịch thi đấu
- Vòng loại: từ ngày 5 tháng 4 đến ngày 17 tháng 5.
- Vòng chung kết: diễn ra từ ngày 24 tháng 5 đến 26 tháng 5.

## Kết quả chung cuộc
- Vô địch: Trẻ SHB Đà Nẵng (lên Hạng Nhất).
- Á quân: Lâm Đồng (lên Hạng Nhất).
- Đội xuống hạng: Công an Nhân dân; Dược Sài Gòn.

## Vòng bảng

### Bảng A
| VT | Đội                | ST | T | H | B | BT | BB | HS  | Đ  | Giành quyền tham dự             |
| -- | ------------------ | -- | - | - | - | -- | -- | --- | -- | ------------------------------- |
| 1  | Trẻ SHB Đà Nẵng    | 10 | 5 | 4 | 1 | 21 | 5  | +16 | 19 | Bán kết                         |
| 2  | Pha đin Quảng Ngãi | 10 | 5 | 3 | 2 | 10 | 7  | +3  | 18 |                                 |
| 3  | Megastar United    | 10 | 5 | 0 | 5 | 12 | 11 | +1  | 15 |                                 |
| 4  | Phú Yên            | 10 | 3 | 3 | 4 | 11 | 10 | +1  | 12 |                                 |
| 5  | Hà Tĩnh            | 10 | 2 | 5 | 3 | 10 | 10 | 0   | 11 |                                 |
| 6  | Công An Nhân Dân   | 10 | 1 | 3 | 6 | 7  | 20 | −13 | 6  | Xuống thi đấu Giải Hạng Ba 2012 |

### Bảng B
| VT | Đội                 | ST | T | H | B | BT | BB | HS  | Đ  | Giành quyền tham dự             |
| -- | ------------------- | -- | - | - | - | -- | -- | --- | -- | ------------------------------- |
| 1  | Lâm Đồng            | 10 | 6 | 3 | 1 | 21 | 5  | +16 | 21 | Bán kết                         |
| 2  | T&T V&V             | 10 | 5 | 5 | 0 | 19 | 5  | +14 | 20 | Bán kết                         |
| 3  | DIC Bà Rịa Vũng Tàu | 10 | 4 | 3 | 3 | 9  | 11 | −2  | 15 |                                 |
| 4  | Bình Thuận          | 10 | 3 | 3 | 4 | 10 | 19 | −9  | 12 |                                 |
| 5  | Đắk Lắk             | 10 | 3 | 1 | 6 | 10 | 15 | −5  | 10 |                                 |
| 6  | Dược Sài Gòn        | 10 | 1 | 1 | 8 | 6  | 20 | −14 | 4  | Xuống thi đấu Giải Hạng Ba 2012 |

### Bảng C
| VT | Đội                                 | ST | T | H | B | BT | BB | HS | Đ  | Giành quyền tham dự |
| -- | ----------------------------------- | -- | - | - | - | -- | -- | -- | -- | ------------------- |
| 1  | Thanh Niên Sài Gòn                  | 10 | 6 | 2 | 2 | 17 | 10 | +7 | 20 | Bán kết             |
| 2  | Đồng Tâm Window                     | 10 | 4 | 3 | 3 | 13 | 11 | +2 | 15 |                     |
| 3  | Cà Mau                              | 10 | 3 | 4 | 3 | 14 | 18 | −4 | 13 |                     |
| 4  | Tiền Giang                          | 10 | 3 | 4 | 3 | 13 | 10 | +3 | 13 |                     |
| 5  | Bình Phước                          | 10 | 2 | 4 | 4 | 8  | 14 | −6 | 10 |                     |
| 6  | Thép Miền Nam Thành Phố Hồ Chí Minh | 10 | 2 | 3 | 5 | 10 | 12 | −2 | 9  |                     |

### Thứ hạng của các đội xếp thứ nhì
| VT | Bg | Đội                | ST | T | H | B | BT | BB | HS  | Đ  | Giành quyền tham dự |
| -- | -- | ------------------ | -- | - | - | - | -- | -- | --- | -- | ------------------- |
| 1  | B  | T&T V&V            | 10 | 5 | 5 | 0 | 19 | 5  | +14 | 20 | Bán kết             |
| 2  | A  | Pha đin Quảng Ngãi | 10 | 5 | 3 | 2 | 10 | 7  | +3  | 18 |                     |
| 3  | C  | Đồng Tâm Window    | 10 | 4 | 3 | 3 | 13 | 11 | +2  | 15 |                     |

### Thứ hạng của các đội xếp thứ sáu
| VT | Bg | Đội                                 | ST | T | H | B | BT | BB | HS  | Đ | Xuống hạng                      |
| -- | -- | ----------------------------------- | -- | - | - | - | -- | -- | --- | - | ------------------------------- |
| 1  | C  | Thép Miền Nam Thành Phố Hồ Chí Minh | 10 | 2 | 3 | 5 | 10 | 12 | −2  | 9 |                                 |
| 2  | A  | Công An Nhân Dân                    | 10 | 1 | 3 | 6 | 7  | 20 | −13 | 6 | Xuống thi đấu Giải Hạng Ba 2012 |
| 3  | B  | Dược Sài Gòn                        | 10 | 1 | 1 | 8 | 6  | 20 | −14 | 4 | Xuống thi đấu Giải Hạng Ba 2012 |

## Vòng đấu loại trực tiếp

### Vòng Bán kết
| Đội 1           | Tỉ số | Đội 2              |
| --------------- | ----- | ------------------ |
| Lâm Đồng        | 2–0   | Thanh Niên Sài Gòn |
| Trẻ SHB Đà Nẵng | 2–0   | T&T V&V            |

### Trận Chung kết
| Đội 1    | Tỉ số           | Đội 2           |
| -------- | --------------- | --------------- |
| Lâm Đồng | 1–1 4 – 5 (11m) | Trẻ SHB Đà Nẵng |